# LG Optimus One
LG Optimus One P500，簡稱P500、Optimus One或Optimus One P500，是一款由樂金公司生產的智能手機，並於2010年10月正式發佈。該機採用樂金獨家客製化的介面，並運行於Android 2.2系統（Froyo，另外該手機為繼Huawei IDEOS後全球第二部原生使用Android 2.2的智能手機）。該機採用3.2吋的觸控式HVGA螢幕以及 320 x 480 像素。

## 外形設計
LG Optimus One P500以黑色和酒紅色機身為主（香港和台灣版，其中酒紅色於2010年11月推出，較黑色版本遲推出，而韓國版則有黑、白、藍、黑金及紅色機身）。手機下方只設有四顆標準Android按鍵，包括設定、主頁、返回及搜尋，並沒有傳統的方向按鍵 。
另外，該機使用3.2吋輕觸式多點觸控LCD顯示屏幕，並加上320 x 480像素的高解像度畫質，使影像更細緻 。

## 特色
- with Google 標誌：由於手機擁有with Google標誌，因此已證明它能打通所有Google Mobile Service[2] 。

- 樂金獨創介面及Widget：介面經樂金廠方改良，而且主頁介面亦附設了多個獨有的Widget小工具[5] 。

- 將升級至Android 2.3：雖然自從Google正式發佈Android 2.3後，樂金官方曾表明該機並不符合升級條件，但現時已證實將日後推出升級方案[6]。

## 功能
- 相機：該機配備300萬畫素的自動對焦相機[7] ，並提供臉部及微笑快門等多元化功能，還有多種拍攝模式，而且拍攝後可即時上傳到Twitter 或Facebook[5]。而樂金廠商亦特意在手機的近拍模式中支援臉部追蹤與手動對焦，而且亦提供ISO自行設定功能，與部份Android手機有分別[8]。

- Wi-Fi熱點分享：該機亦支援Android 2.2推出的Wi-Fi熱點分享功能，可提供多達5部的電子產品同時上網[9]。

- 主頁頁面：該機允許用戶將主頁頁面數量改為5頁或7頁（預設為5頁）[3] 。

- 多工處理：該機支援多工處理，用戶可以同時使用多個程式，但會加快消耗電力。在長按首頁鍵的時候，螢幕會顯示最近執行的8個程式[10]。

- 類別群組：樂金廠方亦為手機加入獨家的類別群組功能，讓使用者對程式進行分類，更方便閱讀[10] 。

- 通知視窗：除類別群組外，通知視窗亦是樂金獨家推出的功能（LG Optimus Chic E720亦有推出）。該視窗提供了快速啟動及關閉狀態列功能[10] 。

### 內建應用程式
手機已預設內建了Youtube、Gmail、Google Talk、Google地圖、Android Market及Google搜尋等一般Android 2.2系統已預設內建的應用程式。而手機亦內建了Facebook及Twitter等社交應用程式。
- 香港版：手機內建LG今日新聞、LG股票速遞、LG電影快訊、新浪微博及OpenRice程式[2][11]。

## 缺點
- 不支援Flash：雖然本機原使用支援Flash系統的Android 2.2，但暫仍未支援包含Flash的網頁內容[3] 。
- 螢幕入塵：螢幕下常有入塵的情況發生[3] 。

## 定價及發佈日期
LG Optimus One P500於2010年7月正式揭曉並在2010年10月正式開始發售。
到2010年11月2日，該機正式在台灣發表，並以$10,900新臺幣發售。而香港則以$2,480港元發售。
另外，本機正式推出約40天後便已在全球賣出100萬部，成為樂金有史以來銷售速度最快的手機。

### 附送禮品
香港：
- 兔公仔：由2011年1月起，於LG電子各大經鎖商購買Optimus One P500或LG Optimus GT540，即可免費獲贈價值$108港元的「Rab.B」兔公仔乙個。兔公仔提供純白色及鮮紅色選擇以迎合農曆新年及情人節氣氛，惟禮品數量有限，送完即止[16][17]。